# Miss USA 2010
Miss USA 2010 là cuộc thi Miss USA lần thứ 59 được tổ chức tại khu nghỉ mát và giải trí Planet Hollywood tại thành phố Las Vegas, Nevada, Hoa Kỳ vào ngày 16 tháng 5 năm 2010. Kết quả chung cuộc, cô gái Rima Fakih đến từ bang Michigan đã đoạt danh hiệu hoa hậu. Cô là đại diện của nước Mỹ tại cuộc thi Hoa hậu Hoàn vũ 2010 diễn ra vào tháng 8 này tại Las Vegas, Nevada, Mỹ.
Hai người dẫn chương trình của đêm chung kết là Curtis Stone và Natalie Morales. Cuộc thi có phần trình diễn âm nhạc của ban nhạc Boys Like Girls với ca khúc "Heart heart heartbreak" trong phần thi áo tắm và ca sĩ Trace Adkins với ca khúc "This Ain't No Love Song" trong phần thi trang phục dạ hội.

## Kết quả chung cuộc

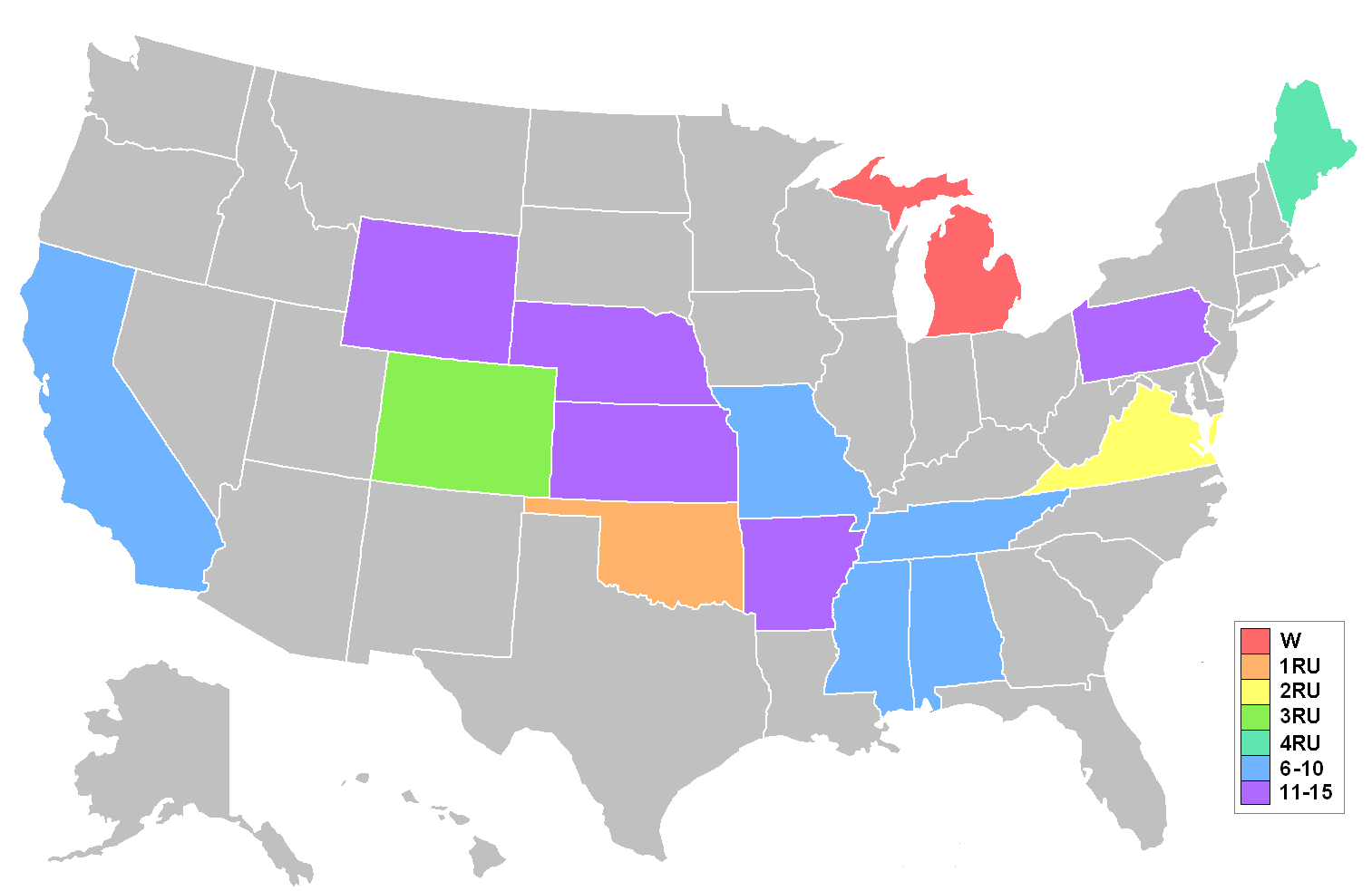
Kết quả cuộc thi Miss USA 2010

| Kết quả       | Thí sinh |
| ------------- | --- |
| Miss USA 2010 | - Michigan – Rima Fakih |
| Á hậu 1       | - Oklahoma – Morgan Woolard |
| Á hậu 2       | - Virginia – Samantha Casey |
| Á hậu 3       | - Colorado – Jessica Hartman |
| Á hậu 4       | - Maine – Katie Whittier |
| Top 10        | - Alabama – Audrey Moore - California – Nicole Johnson - Mississippi – Breanne Ponder - Missouri – Ashley Strohmier - Tennessee – Tuckey Perry   |
| Top 15        | - Arkansas – Adrielle Churchill - Kansas – Bethany Gerber - Nebraska – Belinda Wright - Pennsylvania – Gina Cerilli - Wyoming – Claire Schreiner |

### Điểm số chung cuộc
| Thí sinh     | Áo tắm     | Dạ hội     |
| ------------ | ---------- | ---------- |
| Michigan     | 8.325 (9)  | 8.845 (4)  |
| Oklahoma     | 9.098 (3)  | 9.188 (2)  |
| Virginia     | 8.733 (5)  | 8.675 (5)  |
| Colorado     | 9.183 (2)  | 9.313 (1)  |
| Maine        | 9.242 (1)  | 8.868 (3)  |
| Tennessee    | 8.965 (4)  | 8.650 (6)  |
| Alabama      | 8.457 (7)  | 8.567 (7)  |
| Mississippi  | 8.312 (10) | 8.475 (8)  |
| California   | 8.545 (6)  | 8.317 (9)  |
| Missouri     | 8.440 (8)  | 8.248 (10) |
| Wyoming      | 8.273 (11) |            |
| Pennsylvania | 8.160 (12) |            |
| Kansas       | 8.158 (13) |            |
| Nebraska     | 8.093 (14) |            |
| Arkansas     | 7.750 (15) |            |

| Miss USA Á hậu 1 Á hậu 2 Á hậu 3 Á hậu 4 | Top 10 Top 15 (#) Xếp hạng trong mỗi vòng thi |  |

### Thứ tự công bố
| 1. Arkansas 2. Kansas 3. Michigan 4. Wyoming 5. Pennsylvania 6. California 7. Colorado 8. Tennessee 9. Oklahoma 10. Missouri 11. Alabama 12. Nebraska 13. Virginia 14. Mississippi 15. Maine | 1. Tennessee 2. Maine 3. Mississippi 4. Alabama 5. Michigan 6. Oklahoma 7. Missouri 8. California 9. Virginia 10. Colorado | 1. Oklahoma 2. Michigan 3. Colorado 4. Virginia 5. Maine |

### Giải thưởng đặc biệt
| Giải thưởng        | Thí sinh                    |
| ------------------ | --------------------------- |
| Hoa hậu Thân thiện | - Nebraska – Belinda Wright |
| Hoa hậu Ảnh        | - Alabama – Audrey Moore    |

## Giám khảo
- Carmelo Anthony
- Tara Conner
- Paula Deen
- Oscar Nunez
- Phil Ruffin
- Suze Yalof-Schwart
- Melania Trump
- Johnny Weir

## Nhạc nền
- Giới thiệu thí sinh: "Telephone" (Lady Gaga ft. Beyoncé) và "Tik tok" (Ke$ha)
- Áo tắm: "Heart heart heartbreak" (Boys Like Girls)
- Dạ hội: "This Ain't No Love Song" (Trace Adkins)

## Thí sinh
| - Alabama – Audrey Moore - Alaska – Sarah Temple - Arizona – Brittany Bell - Arkansas – Adrielle Churchill - California – Nicole Johnson - Colorado – Jessica Hartman - Connecticut – Ashley Bickford - Delaware – Julie Citro - Đặc khu Columbia – MacKenzie Green - Florida – Megan Clementi - Georgia – Cassady Lance - Hawaii – Renee Nobriga - Idaho – Jessca Hellwinkel - Illinois – Ashley Bradarich - Indiana – Allison Biehle - Iowa – Katherine Connors - Kansas – Bethany Gerber - Kentucky - Kindra Clark - Louisiana – Sara Brooks - Maine – Katie Whittier - Maryland – Simone Feldman - Massachusetts – Lacey Wilson - Michigan – Rima Fakih - Minnesota – Courtney Basara - Mississippi – Breanne Ponder - Missouri – Ashley Strohmier | - Montana – Annie Anseth - Nebraska – Belinda Wright - Nevada – Julianna Erdesz - New Hampshire – Nicole Houde - New Jersey – Chenoa Greene - New Mexico – Rosanne Aguilar - New York – Davina Reeves - Bắc Carolina – Nadia Moffett - Bắc Dakota – Taylor Kearns - Ohio – Amanda Tempel - Oklahoma – Morgan Woolard - Oregon – Kate Paul - Pennsylvania – Gina Cerilli - Rhode Island – Kristina Primavera - Nam Carolina – Rachel Law - Nam Dakota – Emily Miller - Tennessee – Tucker Perry - Texas – Kelsey Moore - Utah – Katya Feinstein - Vermont – Nydelis Ortiz - Virginia – Samantha Casey - Washington – Tracy Turnure - Tây Virginia – Erica Goldsmith - Wisconsin – Courtney Lopez - Wyoming – Claire Schreiner |